# Gruta dos Moinhos Velhos
A Gruta de Moinhos Velhos, integrando o conjunto de Grutas de Mira de Aire, localiza-se em Mira de Aire, no município de Porto de Mós, no distrito de Leiria, em Portugal.
A Gruta de Moinhos Velhos está classificada como Imóvel de Interesse Público desde 1955.

## Localização
A gruta situa-se na freguesia portuguesa de Mira de Aire "em pleno Maciço Calcário Estremenho, nos flancos da Serra D'Aire, ocupando a parte norte do Polje Mira/Minde, sulcada pela estrada nacional n.º 243 que liga o entroncamento de Torres Novas ao de S. Jorge". As coordenadas WGS84 do acesso são N 39º32.423' W 8º42.260'.

## Caracterização

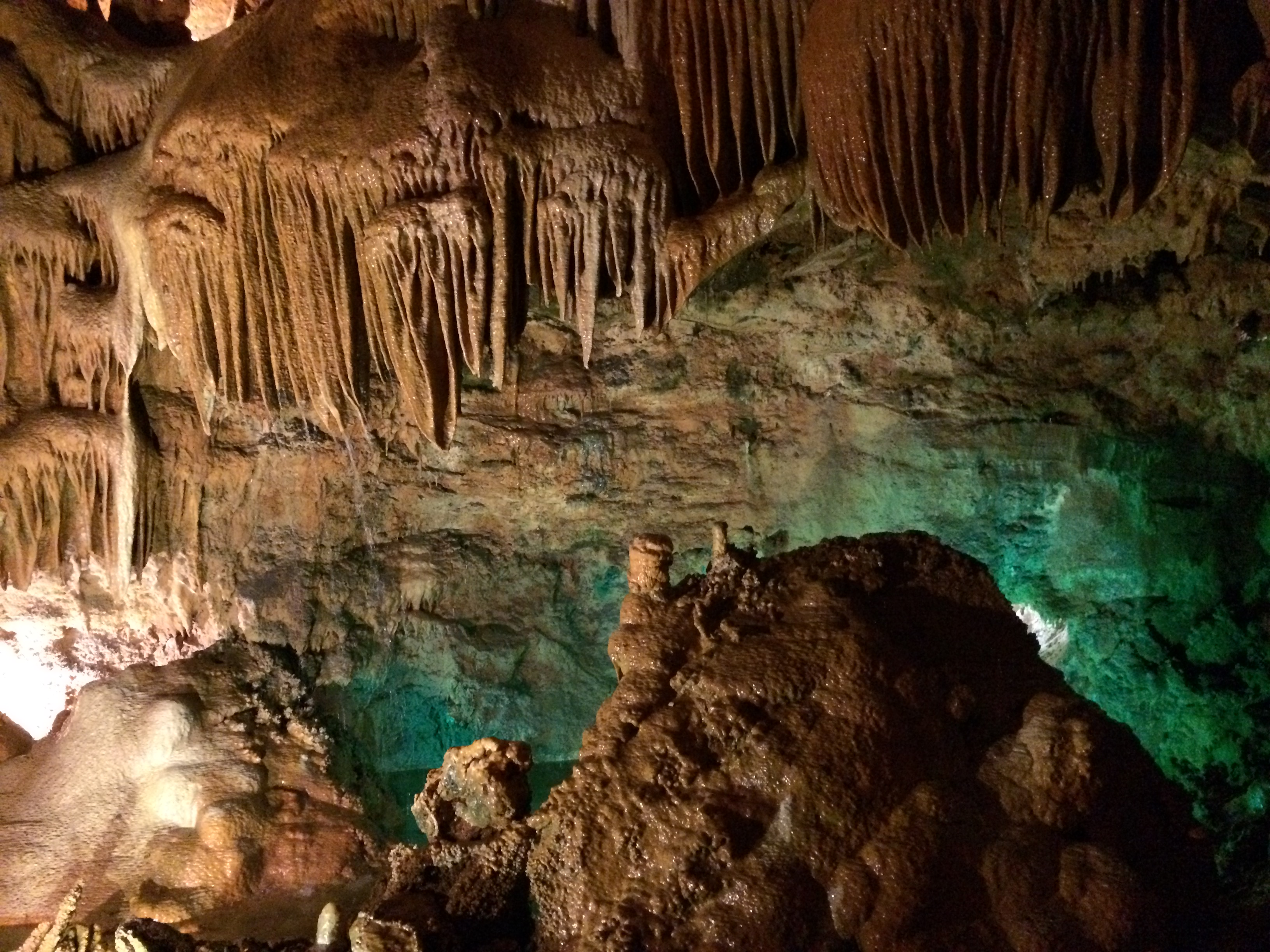
Parte turística da Galeria Grande

A Gruta dos Moinhos Velhos faz parte de uma grande rede de galerias, com mais de 11 Km de extensão, e, conjuntamente com a Gruta da Pena e a Gruta da Contenda, é um dos mais importantes sistemas subterrâneos do Maciço Calcário Estremenho. Caracteriza-se pela existência de dois coletores paragenéticos fósseis, de diâmetro aproximadamente decamétrico, com afluentes desenhando uma rede dendrítica e um conjunto de galerias semiativas de traçado dendrítico a norte e angulado a sul. A zona fóssil tem um desnível de 100 metros e a espessura da zona intermédia varia entre 80 metros a montante e 60 metros a jusante, circulando a água por galerias singenéticas, do quadrante norte para o quadrante sul, em direção à exsurgência da Gruta da Pena.
Podem definir-se quatro fases na evolução do sistema. A primeira é representada por galerias freáticas superficiais, de pequeno diâmetro, a segunda pelo coletor paragenético da Galeria Gémea, a terceira pela Galeria Grande e seus afluentes e a última pelas galerias ativas e semiativas dos andares inferiores.
Nas galerias do sistema da gruta dos Moinhos Velhos vive um escaravelho cavernícola endémico, denominado Trechus lunai e as galerias aquáticas são habitadas por crustáceos estigóbios, dos quais o mais abundante é o Proasellus lusitanicus.

## Historial
A gruta foi descoberta em 27 de julho de 1947, ano em que foram realizadas as primeiras tentativas de exploração da gruta. Em 1948 alguns dos primeiros exploradores resolveram formar a Sociedade Portuguesa de Espeleologia, a primeira associação portuguesa do género. A gruta foi classificada como imóvel turístico de interesse público em 20 de Outubro de 1955, tendo aberto as suas portas ao público a 11 de Agosto de 1974. As Grutas de Mira de Aire participaram no concurso 7 Maravilhas Naturais de Portugal, promovido pela New 7 Wonders Portugal, sendo eleitas, a 11 de setembro de 2010, como uma das 7 Maravilhas Naturais de Portugal.
Em 2023, Sociedade Portuguesa de Espeleologia confirmou a ligação física entre a Gruta de Moinhos Velhos (Mira de Aire) e, a Gruta da Contenda em Alcanena.